# Live at Jazz Spot Combo 1975
Live at Jazz Spot Combo 1975 ist ein Jazzalbum von Itaru Oki. Die am 7. Dezember 1975 im Veranstaltungsort Jazz Spot Combo in Fukuoka City entstandenen Aufnahmen erschienen am 15. Juli 2021 auf NoBusiness Records.

## Hintergrund
Als einer der Pioniere der Jazzmusik in seinem Heimatland zog Oki 1974 nach Paris, arbeitete anschließend mit vielen Koryphäen des Free Jazz zusammen, darunter die Saxophonisten Steve Lacy, Noah Howard und Sam Rivers, und war danach Teil einiger Veröffentlichungen, wie Symphony for Old and New Dimensions (Ayler Records, 2009) mit Rasul Siddik, Benjamin Duboc, Didier Lasserre und Makoto Sato, notierte John Sharpe. Vierzehn Monate nach Beginn seines Europaaufenthalts kehrte er zu einem Besuch nach Hause zurück, wo er sich mit ehemaligen Triokollegen, dem Bassisten Keiki Motorikawa und dem Schlagzeuger Hozumi Tanaka zu einem Quartett zusammentat, das von dem Holzbläser Yoshiaki Fujikawa für ein Konzert in der Hafenstadt Fukuoka ergänzt wurde.
Live at Jazz Spot Combo 1975 ist der zweite Beitrag des 2020 verstorbenen Trompeters Itaru Oki in der Reihe japanischer Free-Jazz-Aufnahmen, die das litauische NoBusiness-Label vom japanischen Label Chap Chap lizenzierte. Es folgt auf Kami Fusen (2017) von Itaru Oti, Nobuyoshi Ino und Choi Sun Bae, das einen weiteren, 21 Jahre alten Livemitschnitt präsentiert.

## Titelliste
- Itaru Oki Quartet: Live at Jazz Spot Combo 1975 (NoBusiness Records NBCD 143)[1]

1. Combo Session 1 14:00
2. Combo Session 2 17:05
3. Combo Session 3 5:49
4. Combo Session 4 17:11
5. Combo Session 5 15:15

Die Kompositionen stammen von Itaru Oki, Yoshiaki Fujikawa, Keiki Midorikawa und Hozumi Tanaka.

## Rezeption

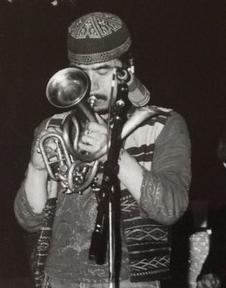
Itaru Oki 1988 auf dem St. Ingberter Jazzfestival

In fünf Stücken würden die vier Musiker gekonnt spontane Exkursionen mit lose nachgezeichneten Themen vermischen und die Früchte der gemeinsamen Zeit auf den Bühnen ernten, schrieb John Sharpe in All About Jazz. Ein Vorteil bestehe darin, dass Motorikawa und Tanaka auch beim Spielen von Kompositionen ungehindert interagieren können und so eine anregende Untermalung für die Bläser schüfen. Das Zusammenspiel von Blech- und Holzbläsern sei ein weiteres hervorstechendes Element dieses Mitschnitts. Während Oki auf der Trompete in seinen Improvisationen oft melodische Abläufe paraphrasiere und sich an manchen Stellen sogar auf Standards bezieht, gehe Fujikawa gelegentlich bis zum Äußersten, wobei seine gutturale Härte durch Banshee-Gekreische ausgeglichen werde. In diesen Momenten würde Oki dem Mahlstrom schrille Flötentöne hinzufügen, um das ungehemmte Zusammenrühren zu betonen. Es gebe eine offensichtliche Verbindung zwischen Fujikawas schlängelnden, bittersüßen Altsaxophon-Changes und Tanakas Schlägeltrommeln in „Combo Session 2“, während das improvisierte „Combo Session 3“-Duett zwischen dem Schlagzeuger und Okis hellem lyrischen Trompetenspiel, das wie eine Flagge im Wind flattere, was zu den Highlights des Albums gehöre. Dieses würde einen weiteren faszinierenden Einblick in eine Szene bieten, mit der viele nicht vertraut sein dürften, die jedoch unzählige Überraschungen birge und eine eingehende Beschäftigung verdiene.